# Campos Grand Prix
Campos Grand Prix is een GP2-, GP3- en WTCC-team opgericht door Adrián Campos in 1998.

## Geschiedenis
Van 1998 tot en met 2003 deden ze mee in de World Series by Nissan maar toen het veranderde in de Formule Renault 3.5 Series zijn ze overgestapt naar de Spaanse Formule 3 in 2004. Na één seizoen stapten ze alweer over naar een andere klasse: GP2. In het eerste jaar van de GP2 2005 ging het niet zo goed met het team en zijn twee coureurs Juan Cruz Álvarez en Sergio Hernández ze wisten in totaal 7.5 punten te bemachtigen en eindigde laatste. In 2006 gingen ze met Félix Porteiro en Adrián Vallés de strijd aan en wisten 14 punten te halen en werden weer twaalfde en laatste. Voor het seizoen van 2007 hebben ze Giorgio Pantano en Vitali Petrov gecontracteerd. Campos Grand Prix heeft zijn eerste overwinning geboekt tijdens de Grand Prix van Magny-Cours, Giorgio Pantano kreeg in race 1 de eerste positie in de schoot geworpen toen de twee die voor hem lagen uitvielen. Pantano eindigde als derde en Petrov als dertiende in het kampioenschap van 2008. In 2009 verkocht Campos het team, en ging dit team door onder de naam Barwa Addax.
In 2013 nam Campos het Barwa Addax Team over voor het seizoen 2014. Met Arthur Pic behaalde het team een overwinning op de Hungaroring en eindigde als zevende in zowel het coureurs- als constructeurskampioenschap. In december 2014 maakte Campos tevens bekend dat het team het GP3-team van Hilmer Motorsport overneemt voor het seizoen 2015.

## Formule 1
Campos Racing zou oorspronkelijk in het seizoen van 2010 deelnemen aan het wereldkampioenschap Formule 1. Het team zou uitkomen onder de naam Campos Meta 1, maar nog voor het seizoen begon verkocht hij, wegens financiële problemen, zijn aandeel in het team aan zijn zakenpartner die het omdoopte in Hispania Racing Team.

## China Racing
Campos Racing heeft sinds 2014 ook een team in Formule E, China Racing. China Racing is een team van Campos en Chinese inversteerders.